# 橙色杆菌属
橙色杆菌属也称橘色杆菌属，为鞘脂单胞菌目Sphingosinicellaceae科的一个属。革兰氏阴性菌；二分分裂繁殖。细胞含有细菌叶绿素a和类胡萝卜素.生长在淡水中。不嗜盐。该属的模式种为（Sandaracinobacter sibiricus）。

## 下属物种
- Sandaracinobacter neustonicus Lee et al. 2020
- 西伯利亚橘色杆菌 Sandaracinobacter sibiricus Yurkov et al. 1997